# Cristian Raimondi
Cristian Raimondi (San Giovanni Bianco, Lombardía, 30 de abril de 1981) es un exfutbolista italiano. Jugaba de centrocampista.

## Clubes
| Club                  | País   | Periodo   | Partidos (goles) |
| --------------------- | ------ | --------- | ---------------- |
| Albinoleffe           | Italia | 1998-1999 | 16 (0)           |
| Atalanta              | Italia | 1999-2001 | 0 (0)            |
| Albinoleffe           | Italia | 2001-2004 | 90 (13)          |
| Pro Vercelli→(cesión) | Italia | 2002      | 8 (1)            |
| Palermo               | Italia | 2004-2006 | 14 (0)           |
| Arezzo→(cesión)       | Italia | 2005-2006 | 34 (5)           |
| Vicenza               | Italia | 2006-2009 | 112 (8)          |
| Livorno               | Italia | 2009-2010 | 17 (0)           |
| Atalanta              | Italia | 2010-2017 | 126 (2)          |